# Stehno

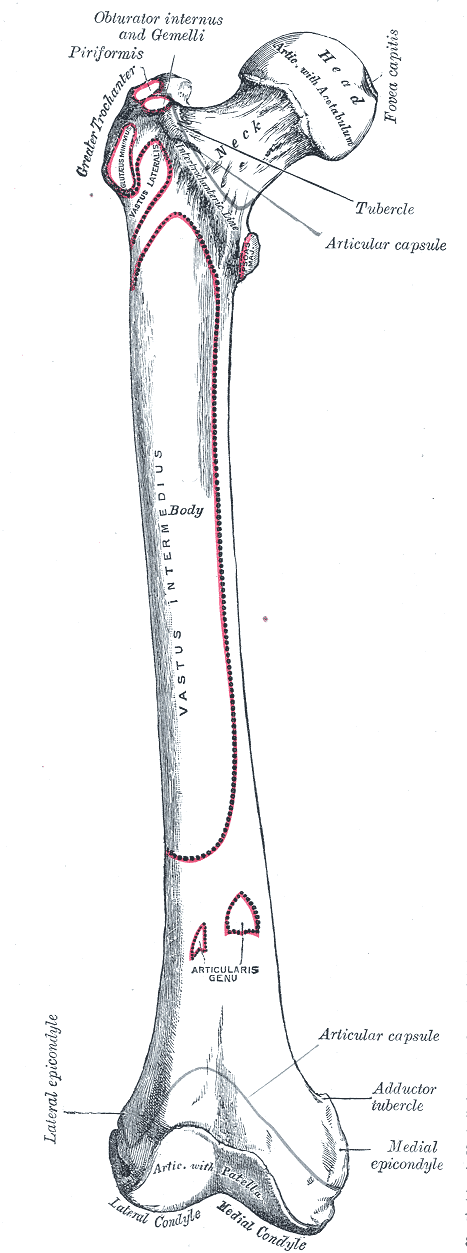
Detail na stehenní kost

Stehno (latinsky: femur) je u lidí masivní část těla mezi kolenem a kyčelním kloubem, které slouží převážně jako nosná část dolní končetiny. Je tvořeno mohutným kosterním základem v podobě stehenní kosti (latinsky také femur nebo os femoris). Jedná se o párovou část těla (na obou dolních končetinách je jedno).
Oblastí stehna procházejí tepny, jež zásobují krví dolní končetiny.
Podobný význam má stehno i u zadních končetin zvířat (u čtvernožců se nazývá kýta; takto se přeneseně označuje i maso z kýty, jež patří k nejkvalitnějším druhům masa) a nohou ptáků.